# Луцій Корнелій Александр Полігістор
Луцій Корнелій Александр Полігістор (дав.-гр. Ἀλέξανδρος ὁ Πολυΐστωρ, лат. Lucius Cornelius Alexander Polyhistor; близько 105 до н. е. — бл. 40 до н. е.) — давньогрецький вчений, який здобув визнання у Римській республіці.

## Життєпис
Народився між 105 та 100 роками до н. е. Щодо місця народження немає впевненості. За одними відомостями — це Мілет, за іншими місто Мінд у Карії. Знано, що він навчався у Кратета з Малл. Здобув широку освіту. Під час Першої Мітридатової війни потрапив у полон до римлян. Був рабом у когось з роду Корнеліїв Лентулів або безпосередньо у диктатора Луція Корнелія Сулли.
Зрештою Олександр отримав волю, ставши вільновідпущеником. За ім'ям свого колишнього господаря, а тепер патрона став зватися Луцієм Корнелієм Александром. За свою вченість отримав прізвисько «Полігістор». З цього моменту займався виключно наукою, мав численних учнів (найвідомішим був Гай Юлій Гігін). Загинув під час пожежі у власному будинку у Лавренті.

## Творчість
Александр Полігістор творчо обробляв усі досягнення та відомості, що були в його розпорядженні. Він аналізував та порівнював знання, обираючи найбільш достовірні. У доробку Олександра є праці з географії та етнології «Про Єгипет», «Про Індію», «Про Крит», «Антіохія», «Про Карію», «Про Лікію», «Про Фригію», «Про Іллірію», «Про Кілікію», «Про Понт Евскінський», «Про Кіпр», історії «Про Рим», «Історія Халедіїв», «Про юдеїв», «Про Віфінію», літературної критики — «Коментар до Корінни», історії філософії — «Про піфагорейські символи», «Збори філософів», парадоксографії — «Збірка дивовижних речей».
Праці Александра Полігістора слугували джерелом для Павсанія, Овідія.